# La chiesa di Moret
La chiesa di Moret – Sera è un dipinto a olio su tela (82 x 101 cm) realizzato nel 1894 dal pittore inglese Alfred Sisley, oggi conservato al Petit Palais, a Parigi. L'opera venne realizzata negli ultimi anni di vita dell'artista, durante la sua residenza a Moret-sur-Loing.
La città di Parigi acquisì il dipinto nel 1896, in seguito alla sua esposizione al salone della Société Nationale des Beaux-Arts.